# Szevernoje (Orenburgi terület)
Szevernoje (orosz nyelven: Северное) falu Oroszország európai részén, az Orenburgi terület Szevernojei járásának székhelye. 
Lakossága: 4424 fő (a 2010. évi népszámláláskor).

## Elhelyezkedése
Orenburg területi székhelytől északnyugatra, országúton 410 km-re, a Bugulma–Belebej-hátságon, a Karmalka folyó partján helyezkedik el. A falu és a járás elnevezése (Szevernoje jelentése 'északi') arra utal, hogy az Orenburgi területnek ez a legészakibb járása. 
A település mellett vezet az  „Urál” főút, melyet itt keresztez az észak–déli irányú Bugulma–Buguruszlan–Buzuluk közút.

## Története
A falut 1740 körül alapították az Orenburgba vezető postaút mentén; mordvinok, csuvasok és tatárok lakták. Régi neve Szok-Karmali, ami két folyónév összetételével keletkezett, közülük az első, a Szok (363 km) a Volga mellékfolyója. A település 1934-ben lett járási székhely.